# Nieuwe Kerk (Bornholm)
De Nieuwe Kerk (Deens: Ny Kirke) is een 12e-eeuws rond kerkgebouw in het dorp Nyker op het Deense eiland Bornholm. De kerk werd gebouwd in romaanse stijl en heeft twee verdiepingen. In de kerk bevinden zich fresco's uit verschillende periodes en een kansel met 17e-eeuwse panelen.
De Nieuwe Kerk is de kleinste van de vier ronde kerken op Bornholm en kent geen schietgaten zoals de grootste van de ronde kerken, de kerk van Østerlars. Oorspronkelijk werd de kerk Ecclesia Omnium Sanctorum (Allerheiligenkerk) genoemd. De huidige naam dateert uit het midden van de 16e eeuw.

## Architectuur
De kerk heeft een apsis, een rechthoekig koor en een rond kerkschip. Ze dateren alle drie uit de romaanse periode en werden, behalve de vensterlijsten en centrale zuil, gebouwd van granieten veldstenen. Het halfronde timpaan boven het zuidelijk portaal is gemaakt van een enkel blok kalksteen. De voorhal is jonger dan het kerkgebouw en dateert uit de gotische periode. De apsis heeft drie vensters en een half koepelvormig gewelf, terwijl het koor een tongewelf kent. Blijkens de resten van een kleinere romaanse koorboog werd de koorboog later vergroot. Ook de vensters waren vermoedelijk oorspronkelijk kleiner. De grote ronde zuil in het midden van het kerkschip is circa drie meter breed en ongeveer 2,65 meter hoog.
Een deur aan de westelijke kant van de noordelijke koormuur leidt naar de ongewelfde bovenverdieping. Mogelijk had de bovenverdieping oorspronkelijk een vlak houten dak, dat gezien de vele afvoergaten op de vloer niet geheel waterdicht was.
De vrijstaande klokkentoren bevindt zich op het kerkhof.

## Fresco's
Het bovenste deel van de centrale pilaar is verdeeld in 13 velden met vroeggotische muurschilderingen van de lijdensgeschiedenis van Christus. Ze zijn omstreeks 1300 aangebracht. De eenvoudige muurschilderingen missen details en werden in de kleuren wit, geel, rode oker en mosgroen aangebracht. De fresco's werden in 1891 door Jacob Kornerup ontdekt en door Egmont Lind in 1937 hersteld. Kornerup ontdekte eveneens een fresco links van de noordelijke deur van de heilige Christoffel met het Kind Jezus. Dit fresco stamt vermoedelijk uit de 15e eeuw, maar werd gezien de slechte staat weer overgekalkt. Boven de noordelijke deur bevindt zich een voorstelling van het Lam Gods en daarnaast twee velden die samen de Annunciatie uitbeelden. Bij het orgel bevindt zich een muurschildering van Christus en de ongelovige Thomas.

## Inrichting
De kansel is van jonge datum maar bevat een aantal 17e-eeuwse panelen voorstellende de Annunciatie, de Geboorte van Christus, de Aanbidding der Koningen en de Besnijdenis. Het romaanse doopvont in het koor werd van grijze kalksteen uit Gotland gemaakt. De kroonluchter met een dubbele adelaar en twee wapenschilden stamt oorspronkelijk uit 1594 en werd gerestaureerd in 1688.
In de kerk hangt een tafel met de namen van de predikanten sinds de reformatie. Daar tegenover is een tafel waarop de aantallen slachtoffers staan van elke parochie in Bornholm tijdens de twee pestepidemieën in 1618 en 1654.
De kleinste klok werd in 1639 voor de Västra Sallerup kerk in het Zweedse Skåne gegoten, terwijl de grotere klok uit 1725 in Lübeck werd gegoten.

## Afbeeldingen

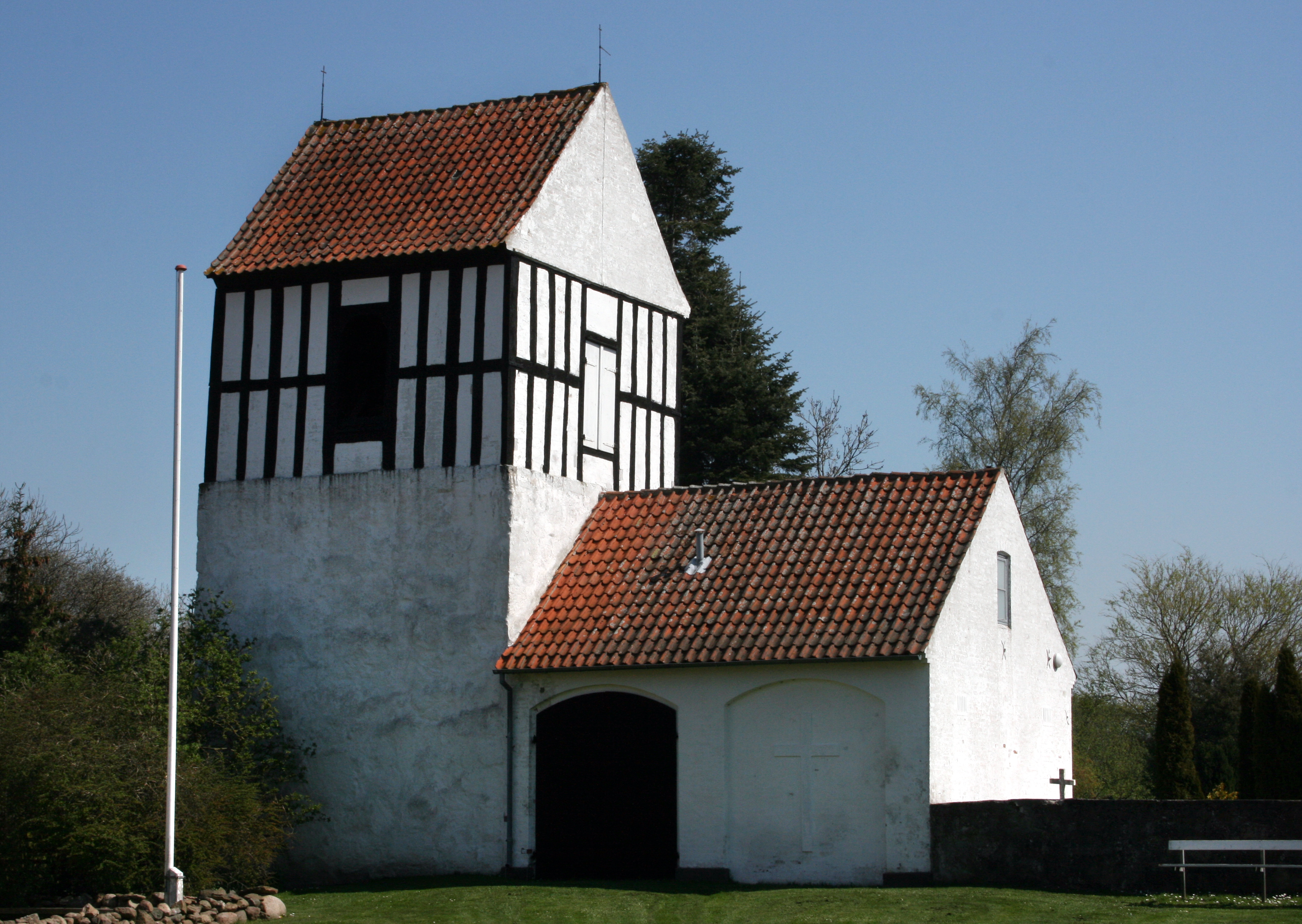
Klokkentoren
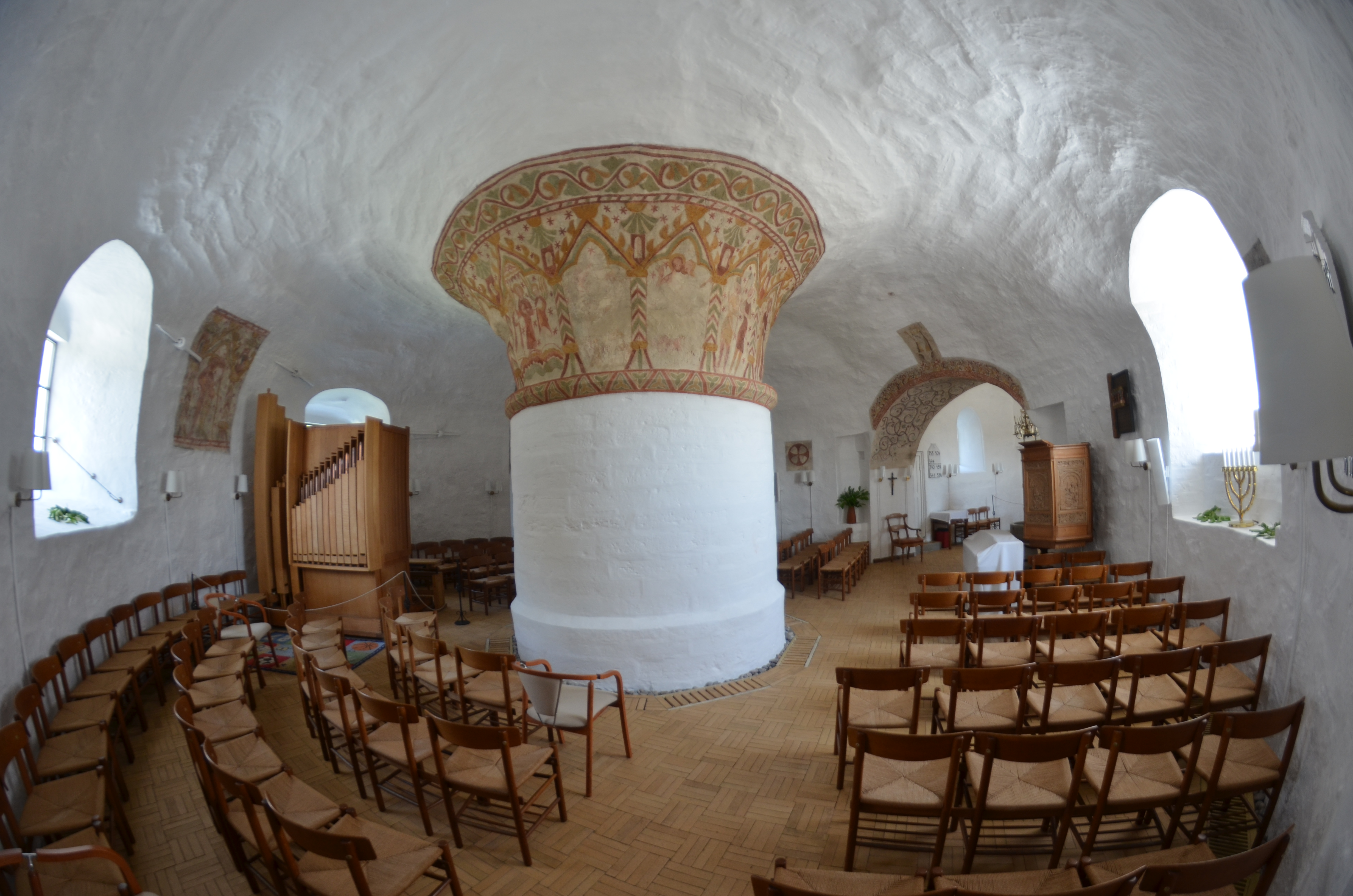
Overzicht interieur
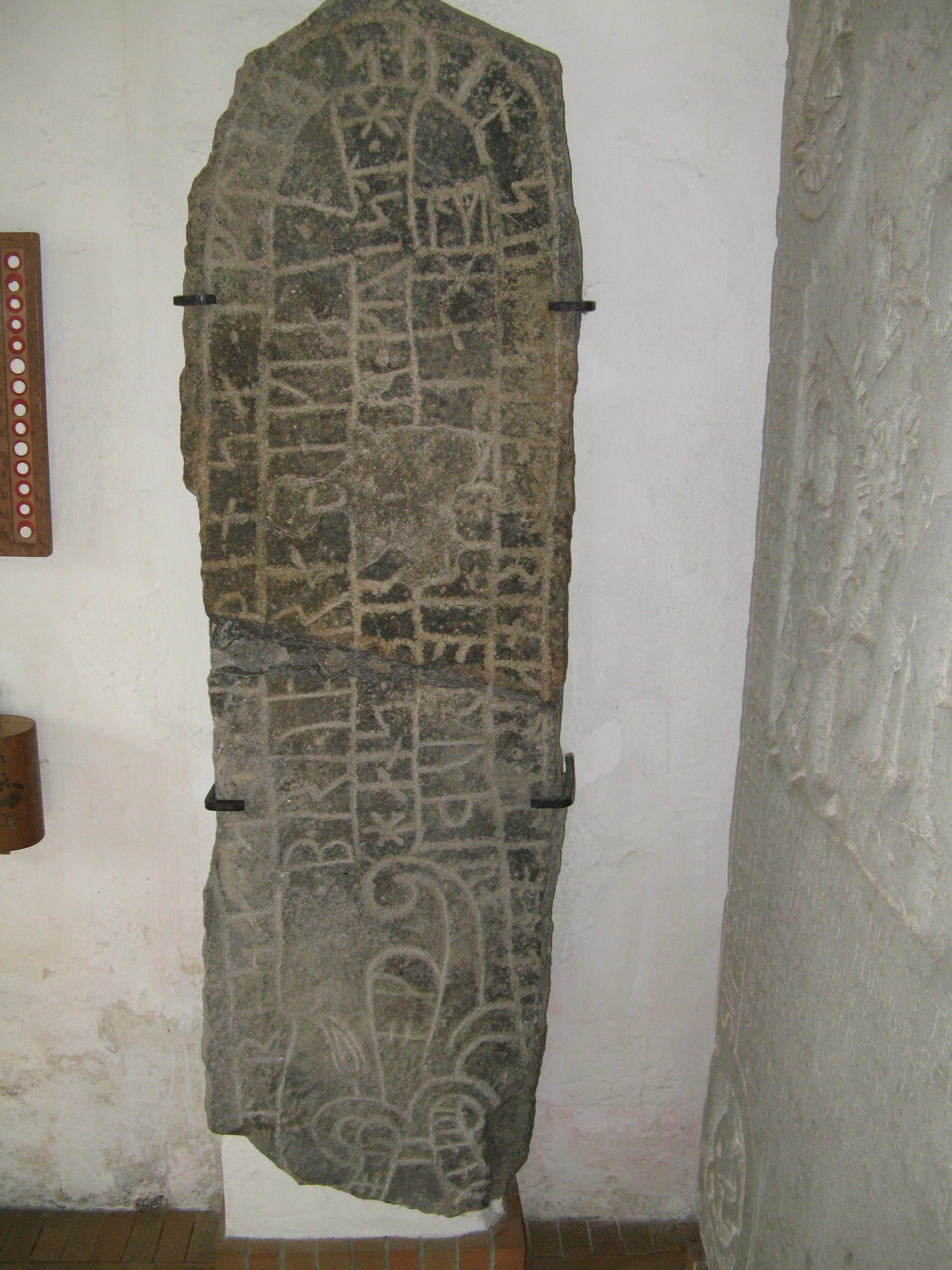
Runensteen in de voorhal
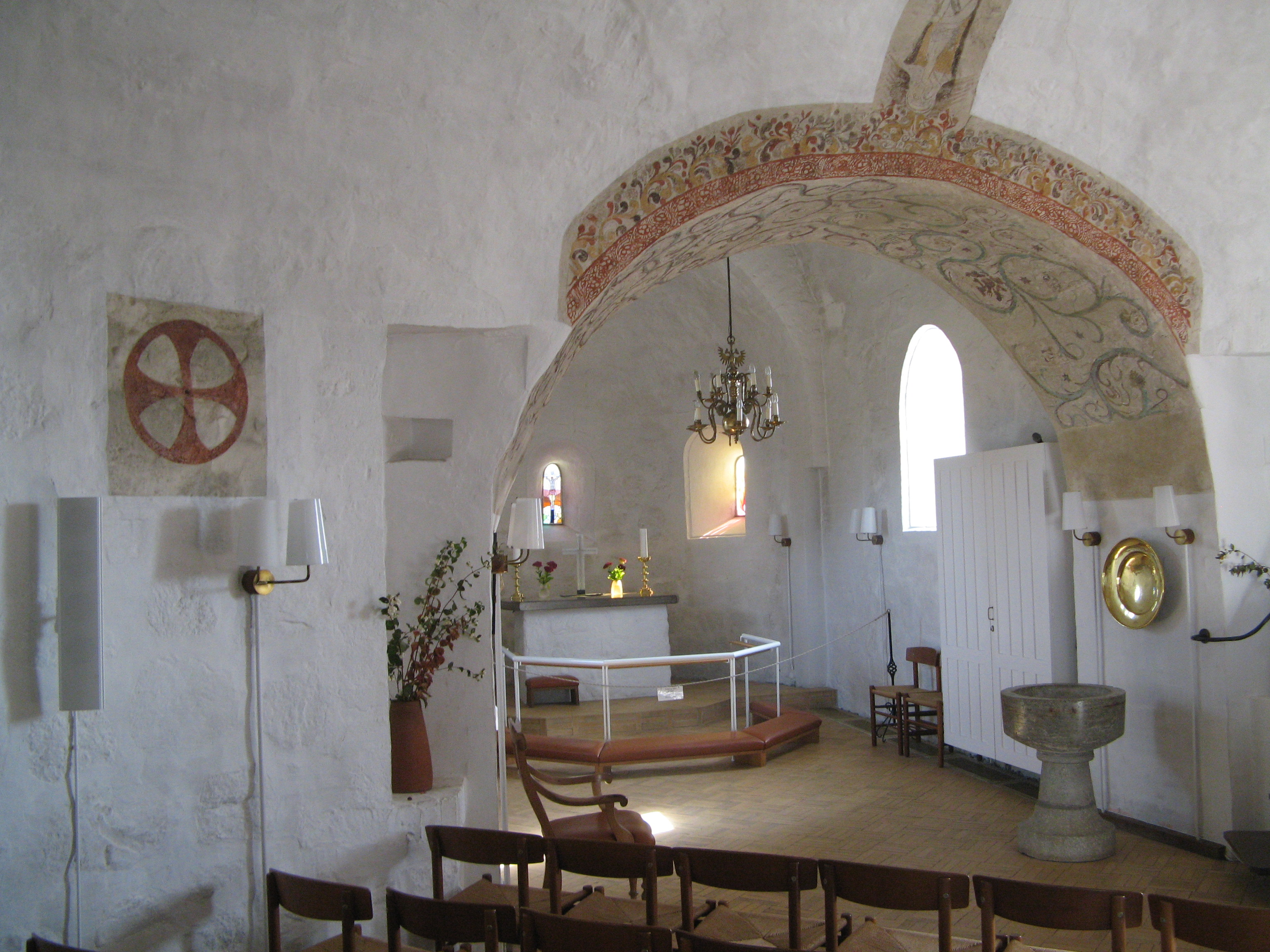
Koor
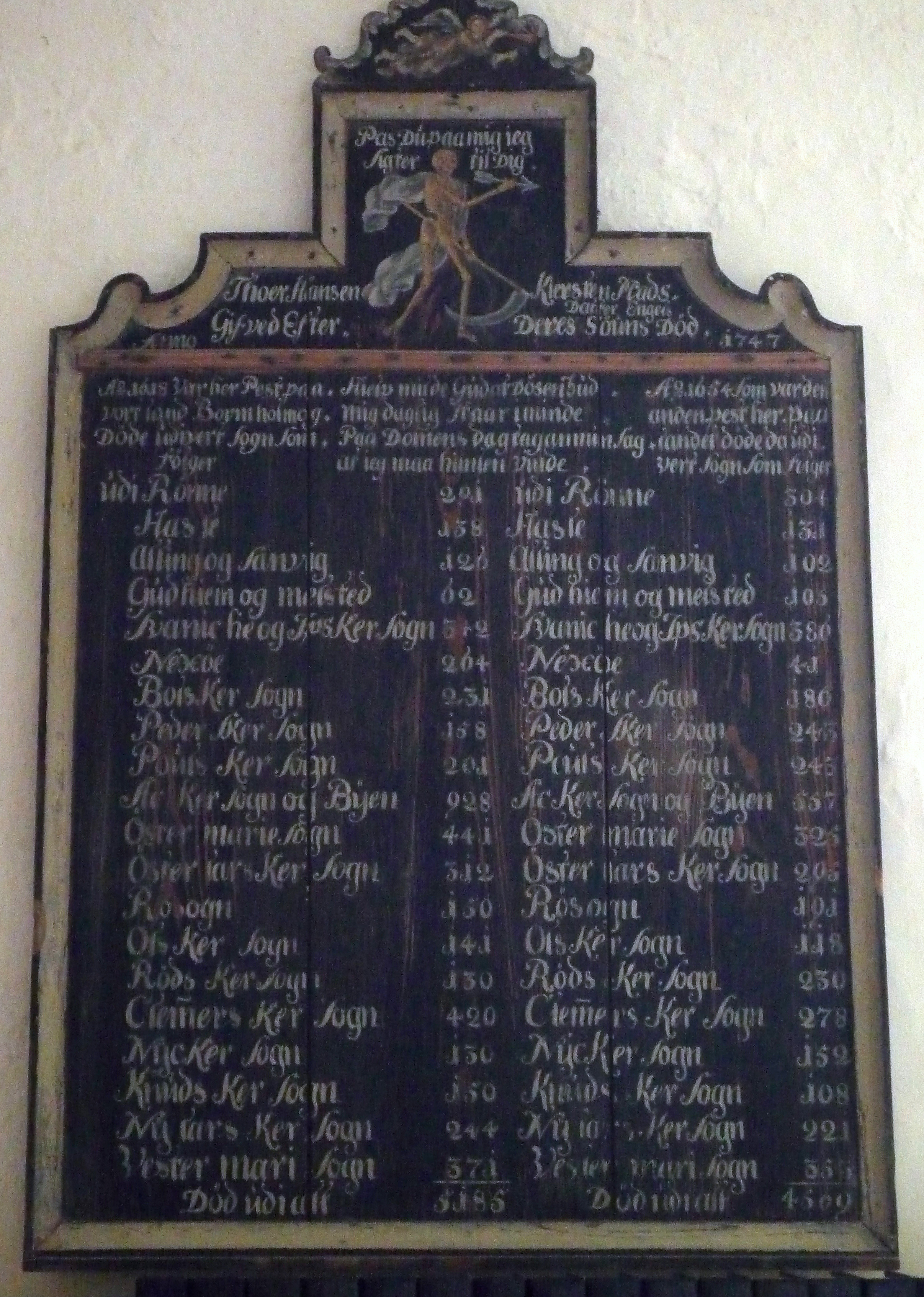
Pesttafel met lijst slachtoffers van de pestepidemieën
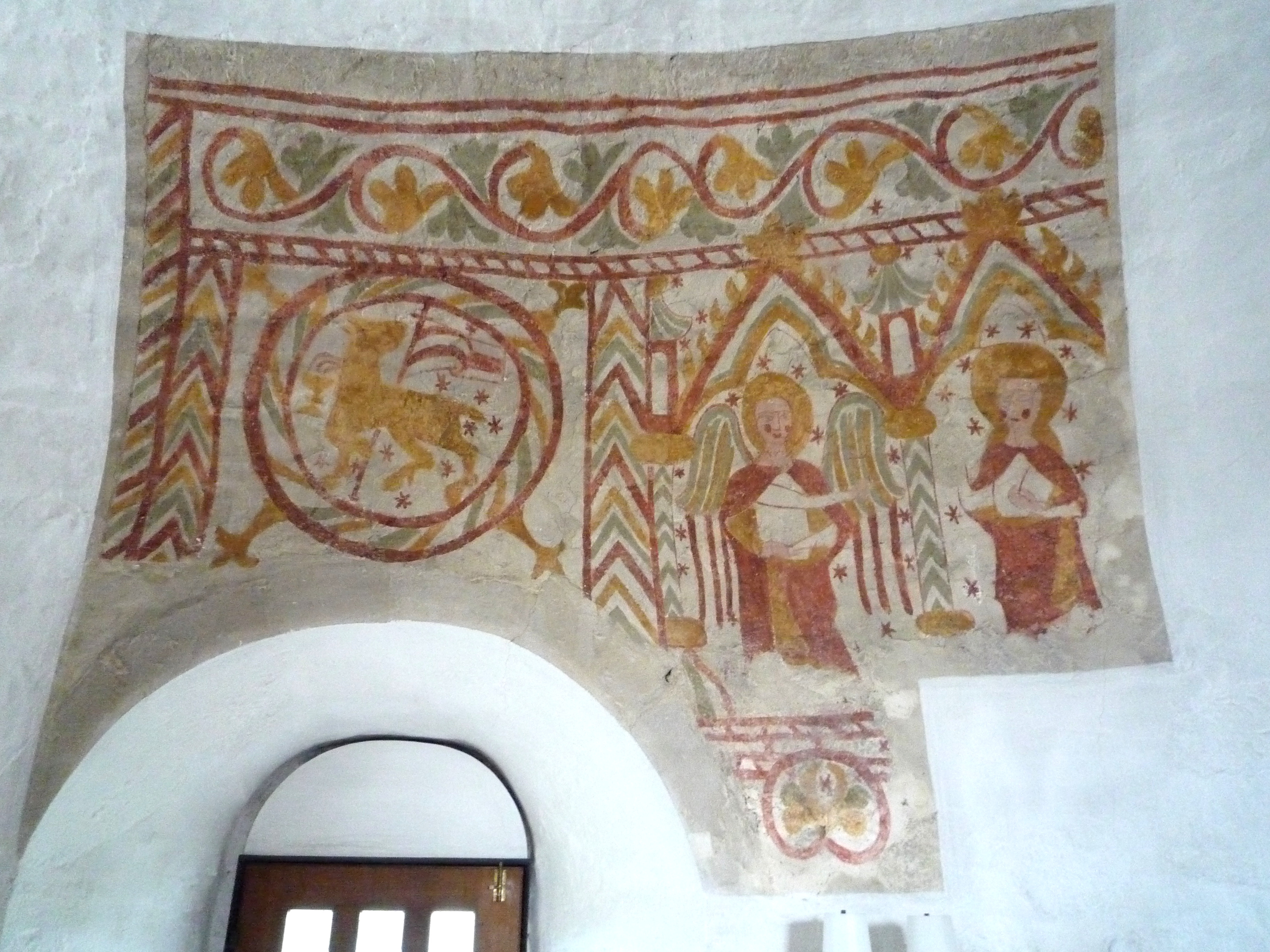
Fresco Lam Gods en Annunciatie
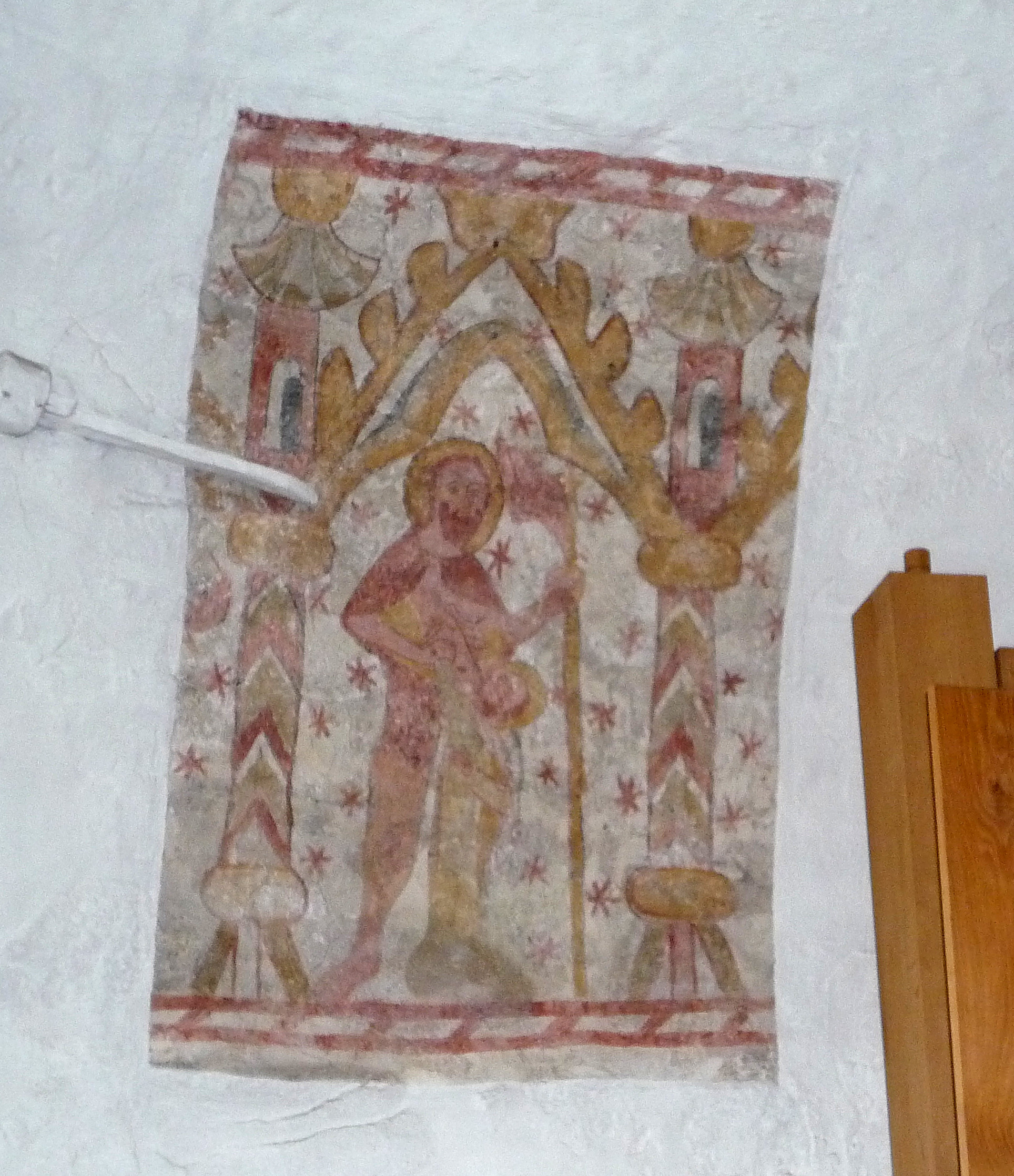
Fresco Jezus en de ongelovige Thomas